# Euforia (film)
Euforia è un film italiano del 2018 diretto da Valeria Golino.

## Trama
Matteo ed Ettore sono due fratelli estremamente diversi: il primo è un imprenditore carismatico e apertamente omosessuale, mentre il secondo è un uomo pacato che vive ancora nella piccola città di provincia dove entrambi sono nati e cresciuti. La scoperta della malattia di Ettore permette ai due fratelli di avvicinarsi e conoscersi veramente.

## Distribuzione
Il film è stato presentato in concorso nella sezione Un Certain Regard al Festival di Cannes il 15 maggio 2018. Nelle sale italiane viene distribuito da 01 Distribution il 25 ottobre 2018.

## Riconoscimenti
- 2019 - David di Donatello[2]
  - Candidatura per il miglior film
  - Candidatura per la miglior regista a Valeria Golino
  - Candidatura per la migliore sceneggiatura originale a Francesca Marciano, Valia Santella e Valeria Golino
  - Candidatura per il miglior attore protagonista a Riccardo Scamarcio
  - Candidatura per il miglior attore non protagonista a Valerio Mastandrea
  - Candidatura per il miglior musicista a Nicola Tescari
  - Candidatura per il miglior montatore a Giogiò Franchini
  - Candidatura per il David Giovani
- 2018 - Festival di Cannes
  - In competizione per la Queer Palm[3]